# The Asia Institute
The Asia Institute (Instytut Azji) to niezależny ośrodek badawczy znajdujący się w Seulu i prowadzący oraz wspierający badania nad Azją przy udziale specjalistów z zakresu nauk politycznych, humanistycznych oraz technicznych, a także organizacji rządowych, organizacji międzynarodowych oraz młodzieży z krajów azjatyckich. Badania prowadzone przez Instytut obejmują przemiany technologiczne, kwestie ochrony środowiska oraz stosunki międzynarodowe.
Instytut Azji koncentruje się na szeroko zakrojonej współpracy z młodzieżą, uczniami szkół średnich i wyższych, uznając za niezbędne zaangażowanie młodych ludzi w debaty polityczne dotyczące edukacji, relacji międzynarodowych oraz zmian klimatycznych. Badania poświęcone są nadziejom i zagrożeniom jakie niesie rozwój technologiczny oraz kryzysowi ekologicznemu. Kryzys środowiskowy był tematem debaty na Forum ds. Środowiska w Daejeon, zorganizowanym przez Instytut przy współpracy z KAIST.
W 2012 roku Instytut Azji opublikował wybór raportów, materiałów seminaryjnych, esejów i artykułów przy współpracy wybitnych badaczy, takich jak Benjamin Barber, Noam Chomsky, Francis Fukuyama, Haun Saussy oraz Larry Wilkerson. Obecnie dyrektorem Instytutu jest Emanuel Pastreich, profesor na Uniwersytecie Kyung Hee w Seulu.

## Historia
Instytut Azji został założony w 2007 roku i pierwotnie był prowadzony we współpracy z Solbridge International School of Business oraz Uniwersytetem Woosong w Daejeon w Korei.
IA opublikował szereg artykułów naukowych, był gospodarzem konferencji i seminariów prowadzonych w oparciu o badania dotyczące technologii przeprowadzone wspólnie z Koreańskim Instytutem Biologii i Biotechnologii, Koreańskim Instytutem Bezpieczeństwa Jądrowego, Koreańskim Instytutem ds. Standardów i Nauki, Seoul National University, a także Koreańskim Specjalistycznym Instytutem Wspierania Kobiet w Nauce, Inżynierii i Technologii (Korea Advanced Institute for Supporting Women in Science, Engineering and Technology WISET).

## Działalność
Instytut Azji zorganizował 12. sesję plenarną dotyczącą Strefy Ograniczenia Broni Jądrowej (Limited Nuclear Weapons Free Zone) w Azji Północno-Wschodniej (LNWFZ-NEA) w październiku 2008 r.
Instytut Azji zorganizował także Forum ds. Środowiska w koreańskim Daejeon w 2009 roku we współpracy z KAIST i Koreańskim Instytutem Biomechaniki i Biotechnologii oraz Forum ds. Konwergencji w Daejeon wspólnie z Instytutem Badawczym ds. Standardów i Nauki w 2011 roku.